# Epithisanotia
Epithisanotia is een geslacht van vlinders van de familie uilen (Noctuidae), uit de onderfamilie Agaristinae.

## Soorten
- E. sanctaejohannis Walker, 1856
- E. sanctijohannis Stephens, 1850